# Rémy Descamps
Rémy Descamps (Marcq-en-Barœul, Francia, 25 de junio de 1996) es un futbolista francés que juega como portero en el Olympique de Lyon de la Ligue 1.

## Trayectoria

### París Saint-Germain

#### Inicios
Descamps se unió a la Academia del Paris Saint-Germain en 2013. Llegó a la final de la Liga Juvenil de la UEFA de 2016 con el equipo sub-19 del club. Más tarde firmó su primer contrato profesional con el equipo profesional del Paris Saint-Germain en mayo de 2016. Ganó la Copa de Francia 2016-17 con el primer equipo.
En enero de 2018 fue cedido al Tours de la Ligue 2. Hizo su debut profesional con el Tours en la victoria por 2-1 en la Copa de Francia ante el FC Chartres el 6 de enero de 2018, jugando los 90 minutos completos. Durante su período de préstamo, hizo 21 apariciones para el club en todas las competiciones.
El 21 de agosto de 2018 extendió el contrato por tres años más con el Paris Saint-Germain, antes de ser cedido a Clermont por una temporada sin opción de compra.
En 2019 se marchó al Royal Charleroi S. C. y, tras dos temporadas allí, en 2021 regresó a Francia para jugar en el F. C. Nantes. En este equipo estuvo tres años en los que jugó siete partidos en la Ligue 1.
El 23 de agosto de 2024 fichó por el Olympique de Lyon con un contrato hasta 2027.

## Estadísticas

### Clubes
| Club              | Temporada     | Liga  | Liga  | Copa  | Copa  | Copa de la Liga | Copa de la Liga | Europa | Europa | Otros | Otros | Total | Total |
| Club              | Temporada     | Part. | Goles | Part. | Goles | Part.           | Goles           | Part.  | Goles  | Part. | Goles | Part. | Goles |
| ----------------- | ------------- | ----- | ----- | ----- | ----- | --------------- | --------------- | ------ | ------ | ----- | ----- | ----- | ----- |
| Tours (cesión)    | 2017–18       | 19    | 0     | 2     | 0     | —               | —               | —      | —      | —     | —     | 21    | 0     |
| Clermont (cesión) | 2018–19       | 28    | 0     | 0     | 0     | 0               | 0               | —      | —      | —     | —     | 28    | 0     |
| Carrera total     | Carrera total | 47    | 0     | 2     | 0     | 0               | 0               | 0      | 0      | 0     | 0     | 49    | 0     |

## Palmarés

### Títulos nacionales
| Título          | Club         | País    | Año  |
| --------------- | ------------ | ------- | ---- |
| Copa de Francia | F. C. Nantes | Francia | 2022 |